# Munella gayda
Munella gayda is een pissebed uit de familie Haplomunnidae. De wetenschappelijke naam van de soort is voor het eerst geldig gepubliceerd in 1974 door Wilson & Hessler.